# Halicarcinus ginowan
Halicarcinus ginowan is een krabbensoort uit de familie van de Hymenosomatidae. De wetenschappelijke naam van de soort is voor het eerst geldig gepubliceerd in 2009 door Naruse & Komai.